# كوبري 15 مايو
كوبري 15 مايو، يقع الكوبري بمدينة القاهرة بجمهورية مصر العربية، يبدأ من ميدان سفينكس ويعبر فوق نهر النيل المتوسطة جزيرة الزمالك وأبو العلا وينتهي بحي بولاق، ويمتد بطول 4.5 كم.
يبلغ عرض الكوبري من 16.63 إلى 35م شاملاً المطالع والمنازل بعدد 15 مطلع ومنزل، والهيكل العلوي مكوّن من الخرسانة سابقة الإجهاد، ونفذ بطريقة دفع الهيكل العلوي.
يتضمن المشروع نفقين بطول 440م للنفق الأول، و260م للنفق الثاني، ويبلغ عرض كل منهما 6م.